# Inmigración turca en Alemania
La inmigración turca en Alemania constituye un proceso único en el desarrollo social de la nación alemana en la posguerra. Un 3,7% de la población de Alemania son musulmanes, concretamente algo más de 3 millones de ciudadanos originarios de este país, de acuerdo a la Oficina Federal de Estadística de Alemania. De ellos unos 120.000 viven en Berlín, en lugares como el Kreuzberg, un distrito de la ciudad conocido como «la pequeña Estambul».
El número de turcos supera al total de extranjeros procedentes de la Unión Europea (UE) y triplica al segundo grupo de extranjeros, el de los yugoslavos.
A partir de 1959 las empresas alemanas afrontaron una falta grave de mano de obra. El entonces ministro de trabajo promovió la contratación de trabajadores procedentes de Grecia, España, Turquía, Portugal, Marruecos, Túnez, y Yugoslavia entre 1960 y 1968.
Entre 1972 y 2005 cerca de 415.019 turcos obtuvieron la nacionalidad alemana. Desde la década de 1980 los turcos se han convertido en la minoría más numerosa del país. Renania del Norte-Westfalia concentra poco más del 30 % de la población turca del país, seguido por Baden-Wurtemberg, Baviera y Hesse. Por el contrario en los nuevos estados de la antigua República Democrática Alemana (RDA) la población turca no supera el 1%. Otras ciudades con importantes concentraciones son Colonia (80.000), Hamburgo (60.000) y Duisburgo (50.000).

## Cooperación

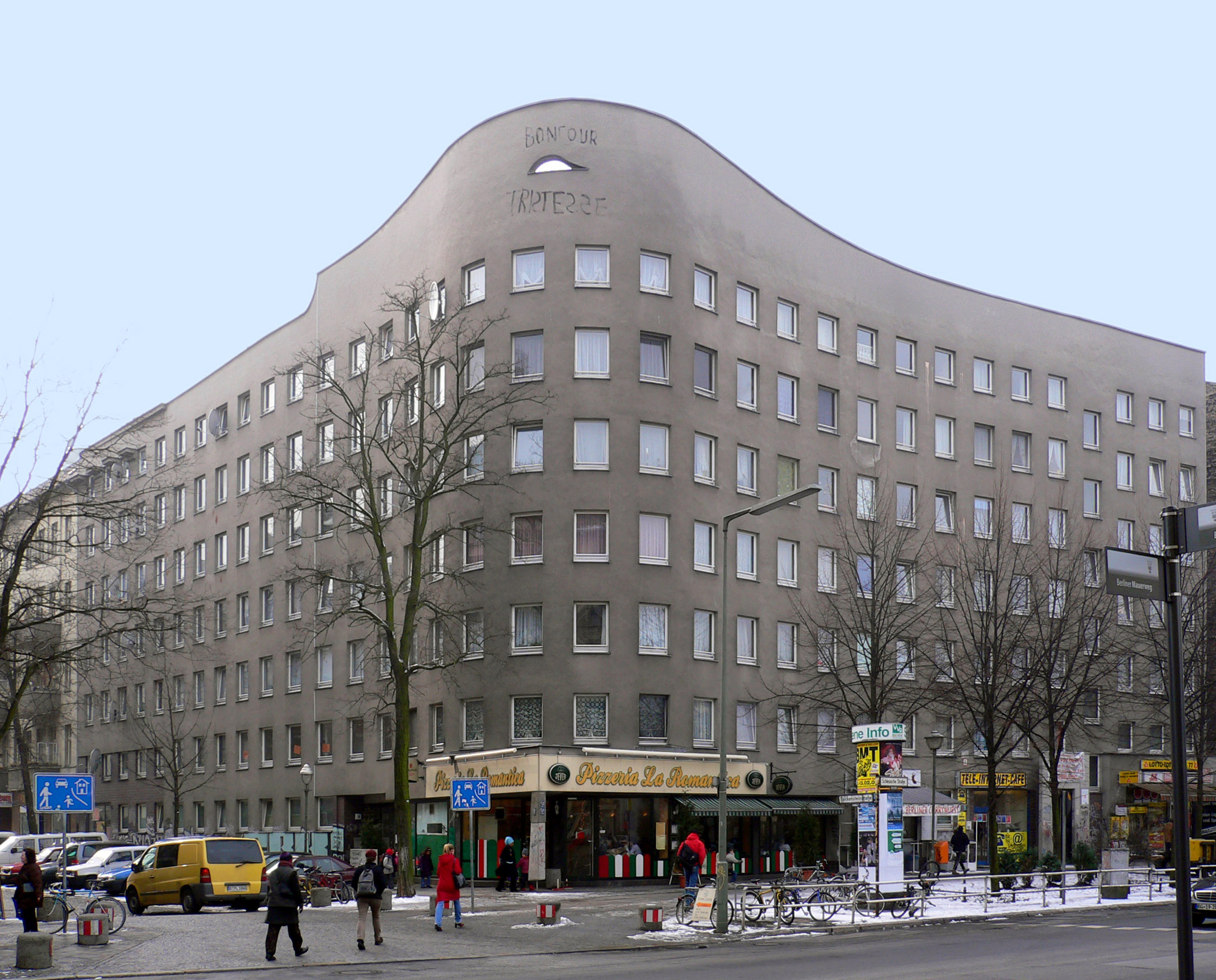
Kreuzberg.

Turquía sufrió un terremoto devastador en agosto de 1999, que incitó a varios países europeos a ofrecer ayuda relacionada con la inmigración. El ministro del exterior alemán Joschka Fischer anunció que ciertas víctimas turcas del terremoto podrían obtener visas para entrar en Alemania más rápidamente.
Alemania es el principal socio comercial de Turquía. Esta situación hizo que la administración de Gerhard Schröder (1998 - 2005) fuese el principal apoyo de Turquía en Europa para su aspiración de ingresar como miembro de la UE.

## Integración cultural e islam
Para muchos de los turcos y judíos que viven en Alemania, el domingo no es un día de culto, sin embargo, los minoristas deben cerrar sus almacenes a las 20:00 en los días de trabajo, a las 16:00 el sábado y permanecer cerrados el domingo, aunque estas leyes varían ligeramente de un estado alemán a otro.
Las leyes comerciales de Alemania permiten que los almacenes se abran el domingo solamente si estos se hallan en áreas turísticas o cerca de aeropuertos o de ferrocarriles.
Actualmente hay 2300 mezquitas y escuelas islámicas en distintas localidades del país, y en algunas zonas el turco es un idioma muy generalizado. Además, uno de cada 100.000 alemanes se convierte al islam, sobre todo mujeres a través del casamiento, según datos de 2003.

### Organizaciones islámicas

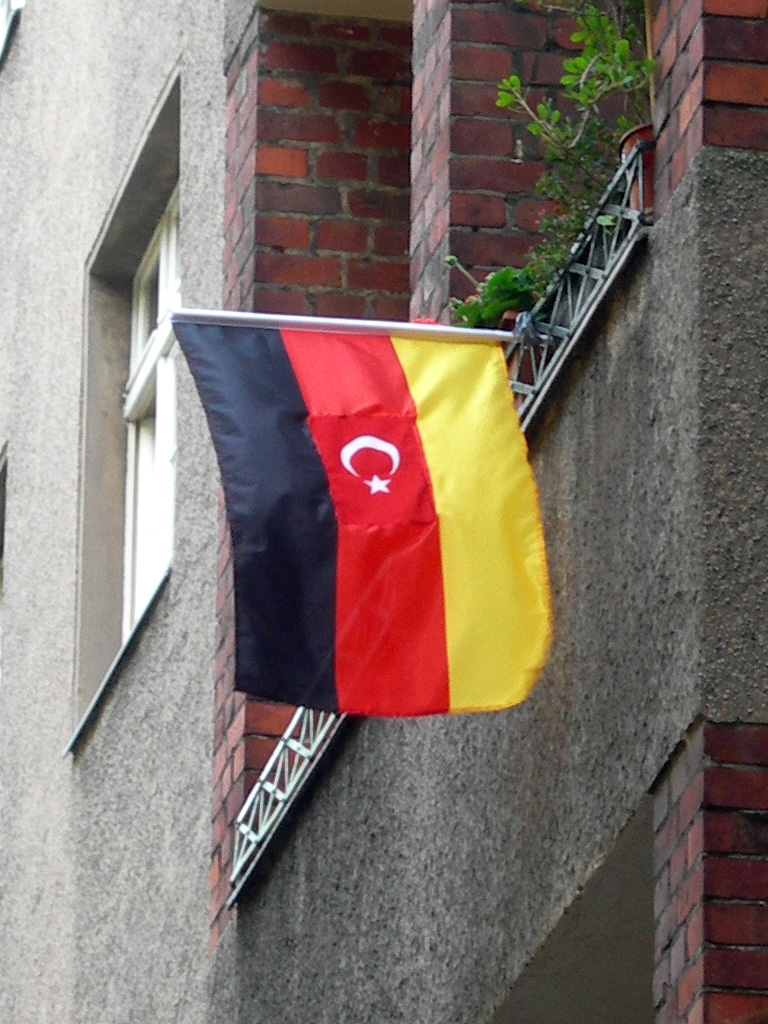
Bandera informal turco-alemana, durante el mundial de fútbol de 2006.

Tan sólo una minoría de los musulmanes que residen en Alemania son miembros de asociaciones religiosas. Aquellas con un mayor número de miembros son:
- Diyanet İşleri Türk İslam Birliği (DİTİB): rama alemana del Ministerio turco para los Asuntos Religiosos, promueve lecciones y cursos de la religión islámica para niños y agrupa a numerosas asociaciones.
- Islamische Gemeinschaft Milli Görüş, próxima al partido islamista turco Saadet Partisi anteriormente liderado por Erbakan en Turquía, Tiene su sede en Kerpen, cerca de Colonia.
- Verband der islamischen Kulturzentren, rama alemana de la congregación islámica conservadora Süleymancı de Turquía, Colonia.
- Islamische Gemeinschaft in Deutschland, organización de musulmanes árabes próxima a la Hermandad Musulmana, Fráncfort del Meno.
- Verband der Islamischen Gemeinden der Bosniaken: Musulmanes bosnios, Kamp-Lintfort, cerca de Duisburgo.

Asimismo, existen organizaciones que aglutinan a distintos grupos, como:
- Zentralrat der Muslime in Deutschland, dominada por " Islamische Gemeinschaft in Deutschland" y el " Islamisches Zentrum Aachen"
- Islamrat in Deutschland, dominado por Islamische Gemeinschaft Milli Görüş y sus suborganizaciones.

Además hay numerosas asociaciones locales sin afiliación a ninguna de las anteriores organizaciones. Dos organizaciones han sido prohibidas en 2002 porque su programa fue juzgado como contrario a la constitución alemana: Hizb at-Tahrir y el Estado Califal fundado por Cemalettin Kaplan y que posteriormente fue presidido por su hijo Metin Kaplan. Estado Califal es la organización islámica más radical de Alemania, que cuenta con unos 1100 miembros (2004) y fue prohibida por el Ministerio de Interior en 2001. Metin Kaplan es un líder radical turco conocido como el califa de Colonia, fue extraditado el 12 de octubre de 2004 a su país de origen, pocas horas después de que el Tribunal Administrativo de Colonia diera luz verde a su entrega a Turquía, donde podría ser procesado por alta traición e intento de quebrantar el orden constitucional.

## Política
Turquía retira regularmente los pasaportes de sus nacionales en Alemania, oficialmente por "propaganda terrorista". La práctica también se dirige a los opositores al presidente Recep Tayyip Erdoğan.
En Alemania, los servicios de inteligencia turcos (MIT) instrumentaliza a ciertos grupos criminales originarios de Turquía para atacar a los simpatizantes del PKK o a los opositores turcos al régimen del AKP.
Desde 2017, Alemania, Bélgica y Francia han incrementado su cooperación judicial para evitar que los agentes del MIT actúen a su antojo, vigilando y liquidando a los representantes del Partido de los Trabajadores del Kurdistán (PKK).